# 宮古島分屯基地
宮古島分屯基地（みやこじまぶんとんきち、JASDF Miyakojima Sub Base）是日本航空自衛隊那覇基地的分屯基地，位于冲绳县宮古島市上野字野原1190-189，駐有第53警戒隊。本基地拥有对空雷达及用于收集周边各国電子战相關情報的「地上電波測定装置」。通称名为野原基地。
分屯基地司令由第53警戒隊長兼任。

## 部署部隊
西南航空混成團隷下
- （西南航空警戒管制隊）
  - 第53警戒隊

## 沿革
- 1973年（昭和48年）2月15日：美國空軍第623航空警戒管制中隊（623rd Aircraft Control & Warning Squadron Det1）將雷達設備移交日本航空自衛隊，成立第53警戒隊。